# Hesthesis acutipennis
Hesthesis acutipennis là một loài bọ cánh cứng trong họ Cerambycidae.